# علي إبراهيم (لاعب كرة قدم)
علي إبراهيم موسى أحمد (مواليد 14 مارس 2001) هو لاعب كرة قدم إماراتي ، يجيد اللعب كمدافع في نادي فليتوود يونايتد. 

## مسيرةا للاعب
لعب في نادي الوصل ونادي جلف ونادي يونايتد ونادي فليتوود يونايتد.